# Busalla
Busalla (ligurisch Bûsalla) ist eine Stadt in der italienischen Metropolitanstadt Genua mit 5082 Einwohnern (Stand 31. Dezember 2023).

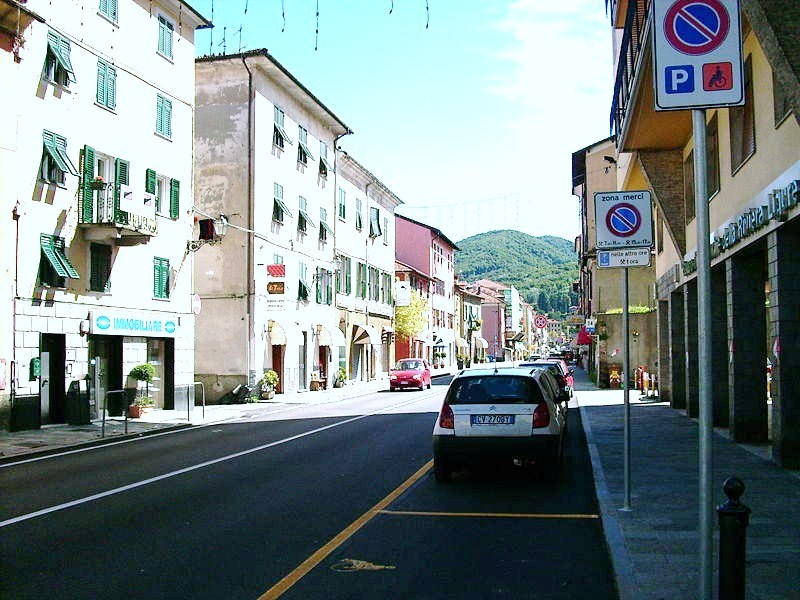
Der Ortskern von Busalla

## Geographie
Busalla ist in dem Tal Scrivia im Ligurischen Apennin gelegen. Das Territorium der Stadt wird durch den Fluss Scrivia in zwei Hälften getrennt, auf deren linker sich der Stadtkern befindet. Die zur Kommune gehörenden drei Siedlungen Camarza, Sarissola und Semino liegen hingegen auf dem rechten Ufer und werden von dem Bach Seminella durchflossen. Zudem liegt in der Nähe der Stausee Lago della Busalletta, der sowohl die Gemeinde selbst, wie auch die Regionalhauptstadt Genua mit Trinkwasser versorgt.
Die Stadt ist ein Teil der Comunità Montana Alta Valle Scrivia und gehört gleichzeitig zum Parco naturale regionale dell’Antola (Regionaler Naturpark Antola).
Nach der italienischen Klassifizierung bezüglich seismischer Aktivität wurde Busalla der Zone 4 zugeordnet. Das bedeutet, dass sich die Stadt in einer seismisch inerten Zone befindet.